# Відносини між Ефіопією та Німеччиною
Відносини між Ефіопією та Німеччиною — це двосторонні відносини між Ефіопією та Німеччиною. Традиційно вони мають найтісніші дипломатичні відносини, що характеризуються дружніми відносинами. Дві країни відкрили свої посольства 7 березня 1905 року, а в 1907 році за наказом імператора Менеліка II німецьке посольство переїхало на нинішнє місце в Аддис-Абебі. Обидва мали сприятливі стосунки і неодноразово відвідували країни один одного. Німеччина має посольство в Аддис-Абебі, а Ефіопія має посольство в Берліні.

## Огляд
Німеччина розглядає Ефіопію як одного з найбільш економічних партнерів у сфері співробітництва та політики розвитку. Традиційно Німеччина є найбільшим імпортером ефіопської кави, і багато німецьких неурядових організацій активно працюють в Ефіопії.
У культурному плані вони мали давні традиції. Численні стипендіати, такі як Німецька служба академічних обмінів (DAAD) та Гумбольдт, серед інших, були посередниками обох культур. В Аддис-Абебі є німецька школа, німецькомовна християнська громада, найчастіший Goethe-Institut. Крім того, німецька Deutsche Welle є найпопулярнішим мовником в Ефіопії, переважно амхарською мовою. Підтримка Ефіопії Німеччиною спрямована через багатосторонні відносини, насамперед з боку Європейського Союзу, Організації Об'єднаних Націй, Світового банку та Міжнародного валютного фонду.

## Економічні відносини
До 2014 року Німеччина була найбільшим імпортером ефіопської кави з 30 % експорту. Обсяг торгівлі між двома країнами зазнав коливань, ймовірно, через пандемію COVID-19. Товарами Ефіопії до Німеччини є переважно продукти харчування, текстиль та сировина, тоді як Німеччина експортує транспортні засоби, машини, електровимірювальну техніку та хімічну продукцію. Тому більшість машинобудівної продукції в Ефіопії виробляється в Німеччині. З 2016 року німецький виробник важких автомобілів MAN продавав великі якісні компоненти автомобілів клієнту в Ефіопії, а збирання та навчання приймав в Ефіопії. У 2017 році Siemens відкрила свою штаб-квартиру в Аддис-Абебі. У наступному році Ethiopian Airlines і DHL (міноритарний пакет акцій) створили спільне підприємство. Наприкінці січня 2019 року Volkswagen підписав Меморандум про взаєморозуміння з Інвестиційною комісією Ефіопії.
Кооперація німецьких та ефіопських компаній зростає все швидше. У 2007 році було підписано двосторонню угоду про захист торгівлі з метою заохочення широкомасштабних інвестицій в Ефіопію. В Ефіопії немає німецької торгової палати, як палата в Найробі (Кенія) в Ефіопії. [3] 20 компаній перебувають на операційному рівні, тоді як 12 компаній очікують на стадії впровадження, а 9 — на рівні попереднього впровадження. У 2017 році вартість експорту Ефіопії до Німеччини оцінювалася в 195 084 746,33 мільйона доларів, тоді як експорт Німеччини становив 232 167 643,69 доларів.
У вересні 2014 року було підписано Підсумковий протокол переговорів щодо співробітництва в галузі розвитку між урядами Ефіопії та Німеччини. 24 червня 2019 року вони мають Спільну раду міністрів.

## Відносини з військовими
Під час Другої італо-ефіопської війни нацистська Німеччина була першою країною, яка постачала зброю та боєприпаси ефіопському загону опору Арбегнох проти Італії через заперечення проти інтеграції Австрії до Німеччини. Це призвело до ослаблення італійських ресурсів до тривалої війни, а економічна залежність від Німеччини та зменшення ентузіазму Італії щодо інтервенції проти Австрії, що призвело до аншлюсу Гітлера в 1938 році.
У розпал війни в Тиграї в листопаді 2020 року німецький військовий аташе полковник Томас Роберлінг відвідав контингентний центр Хурсо в регіоні Сомалі, щоб налагодити військову співпрацю між двома країнами.

## Список відвідувань

### З боку Німеччини
- Президент Роман Герцог (1996)
- Канцлер Герхард Шрьодер (2004)
- Президент Хорст Колер (2004)
- Президент Франк-Вотер Штайєнмаєр (2018)
- Ангела Меркель (2007 та 2016)
- Парламентська делегація (2011)
- Президент Йоахім Ґаук (2013)
- Федеральний міністр сільського господарства та захисту прав споживачів (2013)
- Міністр закордонних справ Франк-Вальтер Штайнмаєр (2019)
- Парламентський заступник Томас Зільбергорн (2014)
- Група німецького парламенту (Бундестаг) Східноафриканська група (2016)

### З боку Ефіопії
- Прем'єр-міністр Мелес Зенаві (2002)
- Мелес Зенаві (2004)
- Мелес Зенаві на зустрічі G-7 (2007)
- Президент Гірма Вольде-Джорджіс (2008)
- Прем'єр-міністр Хайлемаріам Десален (2014)
- Прем'єр-міністр Абій Ахмед (2018)